# Salvius d'Albi
Salvi d'Albi ou Sauve (en latin : Salvius) est un ancien évêque d'Albi en Gaule, entre 571 ou 574 et 584 environ.

## Histoire et légende

### Famille
Au VIe siècle, la famille Desiderii-Salvi, est riche et puissante, connue pour sa lointaine parenté avec Grégoire de Tours qui en a écrit le récit. Dans le contexte de la chute de l'Empire Romain, la Gaule est morcelée et des conflits incessants secouent les territoires. Didier, un noble gallo-romain, se crée un vaste domaine, aux confins de l'Albigeois et du Quercy.
Cette famille donnera deux évêques, Salvi d'Albi et Didier de Cahors. À cette époque, ces riches familles occupent le pouvoir civil et religieux, servant de relai entre la population gallo-romaine et les royaumes naissants : royaume wisigoth puis royaumes francs.
Salvi bénéficie d'une éducation conforme à son rang : droit et humanités, avant de devenir avocat à Albi. Il devient moine et ermite. Après quelque temps de vie solitaire, la population qui le croyait mort, en fait son évêque en 574, le considérant élu de Dieu étant donné le témoignage qu'il rapporta en se réveillant. Grégoire de Tours rapporta son expérience dans Histoire des Francs, Livre VII, Chapitre I.
Il assume son rôle avec application, intervenant auprès des puissants comme Chilpéric Ier et restant en ville s'occuper de ses paroissiens lors d'une famine et épidémie de peste. Il succombe à cette maladie en 584.

### Culte
Sa dépouille est ensevelie dans son monastère, avant que ses reliques ne soient transférées dans un sanctuaire qui lui est dédié, à l'emplacement de l'actuelle collégiale Saint-Salvi. Cette église sera la plus importante d'Albi jusqu'à la construction de la cathédrale Sainte-Cécile, les évêques nouvellement nommés venant s'incliner devant la sépulture. Cette dernière disparait lors d'aménagements de la collégiale au XVIIIe siècle. 

## Salvi d'Albi dans l'art

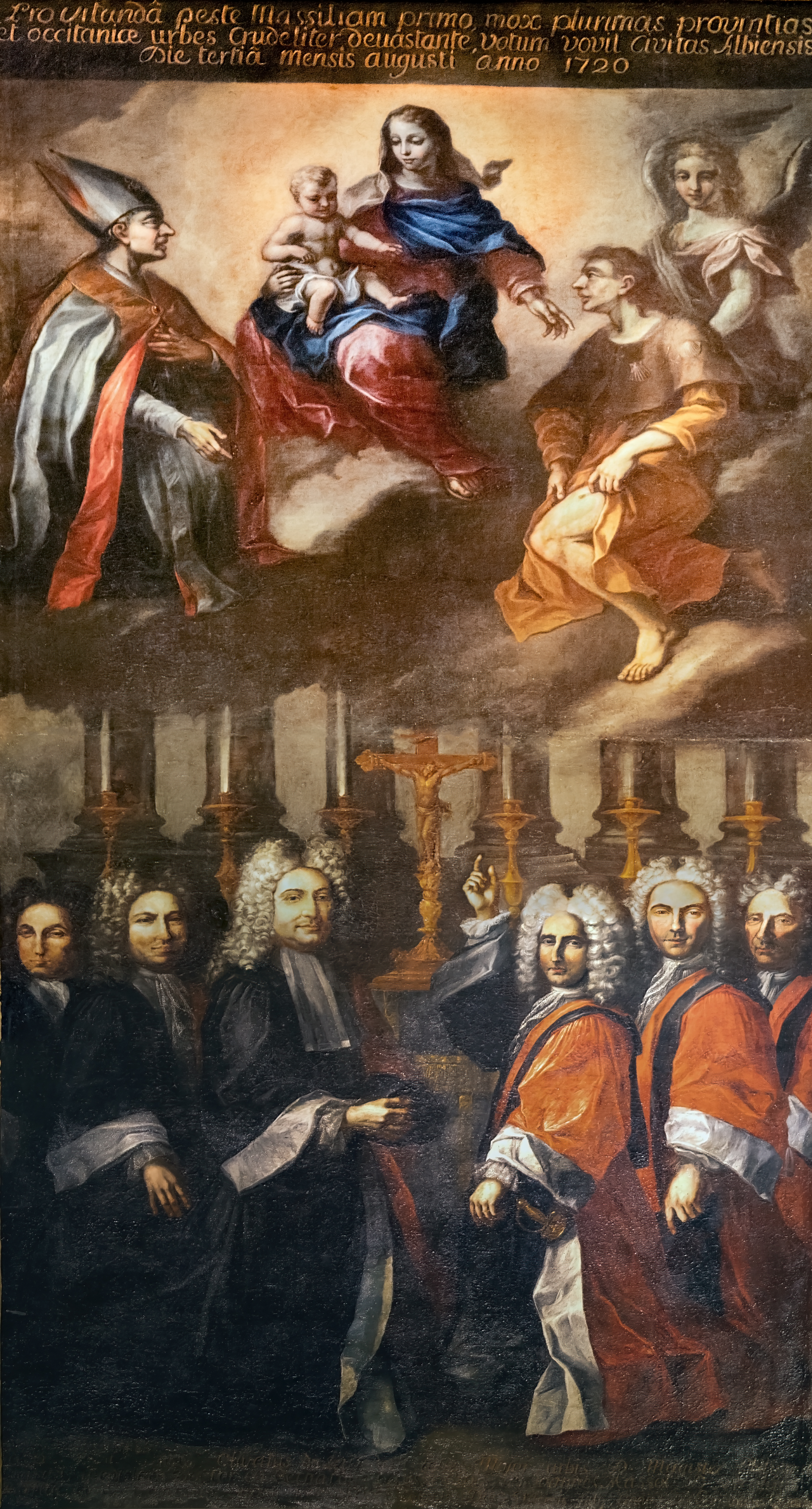
Le Vœu des Consuls, collégiale Saint-Salvi d'Albi.
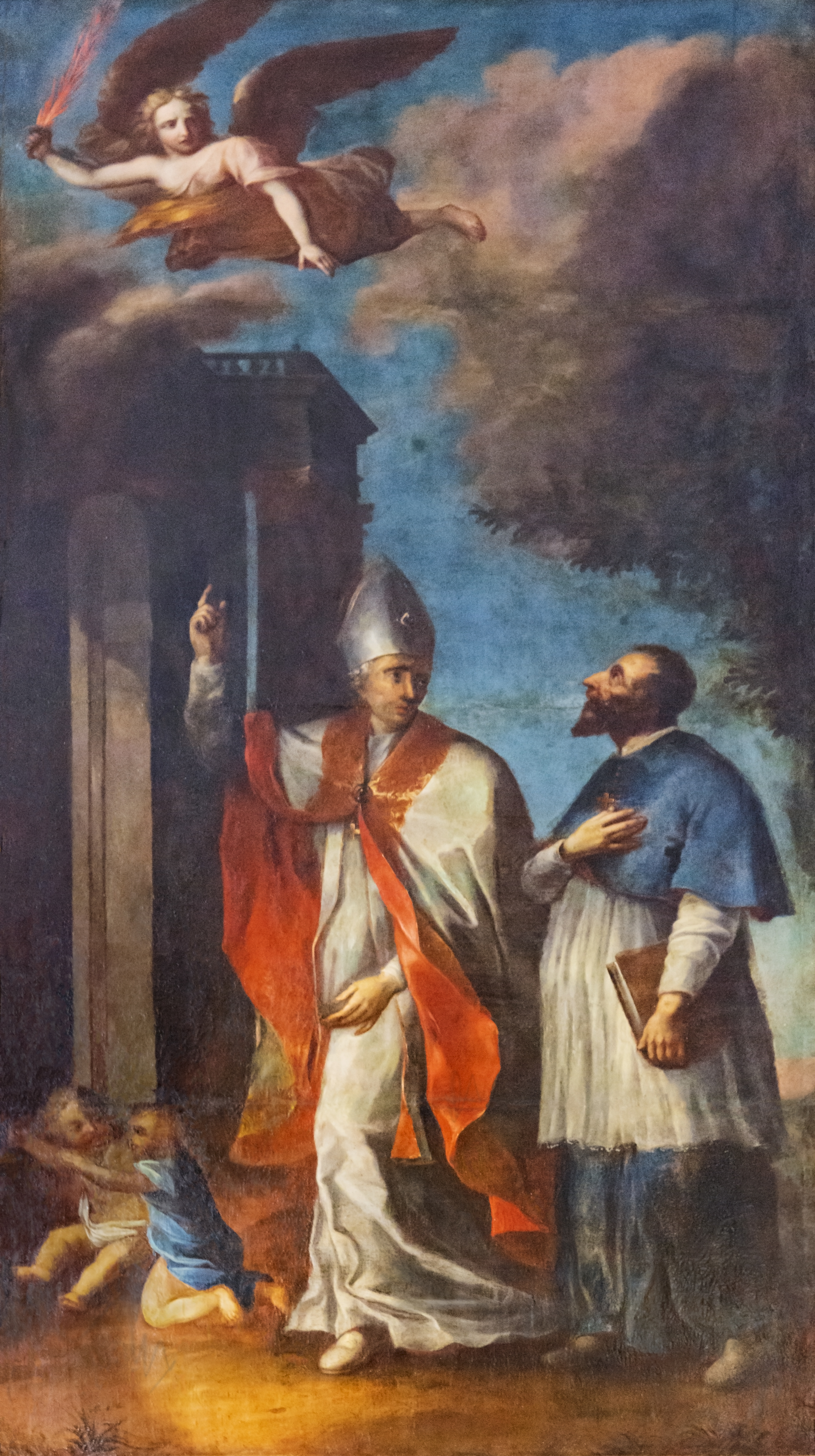
La prophétie de saint Salvi sur la maison de Chilpéric,  collégiale Saint-Salvi.

## Sources
- Clément Compayré, Études historiques et documents inédits sur l'Albigeois, le Castrais, et l'ancien diocèse de Lavaur, Albi, 1841.
- Il a été déclaré saint, voir Alban Butler - Vies des pères, des martyrs et des autres principaux saints : tirées des actes originaux et des monuments les plus authentiques : avec des notes historiques et critiques, Volume 8 - Vedeilhié, 1771 - 670 pages- Lire en ligne.